# Iton (genre)
Pour les articles homonymes, voir Iton (homonymie).
Genre
Le genre Iton regroupe des lépidoptères (papillons) de la famille des Hesperiidae.

## Liste des espèces
- Iton semamora (Moore, 1866)
- Iton watsonii (de Nicéville, 1890)